# Szvetlana Keszthelyi
Szvetlana Keszthelyi (ur. 11 sierpnia 1971 w Kirowohradzie) – węgierska narciarka alpejska, olimpijka z Lillehammer z 1994 roku.

## Osiągnięcia

### Igrzyska olimpijskie
| Miejsce | Dzień     | Rok  | Miejscowość | Konkurencja | Czas biegu  | Strata   | Zwyciężczyni    |
| ------- | --------- | ---- | ----------- | ----------- | ----------- | -------- | --------------- |
| 41.     | 15 lutego | 1994 | Lillehammer | Supergigant | 1:30.21 min | +8,06 s  | Diann Roffe     |
| 39.     | 19 lutego | 1994 | Lillehammer | Zjazd       | 1:43.33 min | +7,40 s  | Katja Seizinger |
| DNF     | 20 lutego | 1994 | Lillehammer | Kombinacja  | -           | -        | Pernilla Wiberg |
| 25.     | 26 lutego | 1994 | Lillehammer | Slalom      | 2:09.00 min | +12,99 s | Vreni Schneider |